# Imre Schoffer
Imre Schöffer (Budapest, 1884 – 1938) è stato un allenatore di calcio ungherese.
Ingegnere delle ferrovie ungheresi, pur non avendo mai praticato il calcio si dimostrò un buon allenatore bravo soprattutto nell'allevare i giovani.
Arrivato in Italia nel 1921 su richiesta del conte Camillo Martinoni alla federcalcio ungherese per allenare il Brescia, restò nella penisola fino al 1935 guidando oltre ai lombardi per sei anni (in due periodi diversi) anche il Torino, che portò al titolo poi revocato del 1927, il Legnano, il Siena e la Salernitana.

## Palmarès
- Campionato italiano: 1 (revocato)

Torino: 1926-1927